# 김철 (1945년)
김철(1945년 9월 20일~2011년 7월 15일)은 대한민국의 정치인이다. 제15대 국회의원을 지냈다.

## 역대 선거 결과
|  | 34.5% |

|  | 3.7% |